# Angarozonium kurtschevae
Angarozonium kurtschevae är en mångfotingart som först beskrevs av Mikhaljova 1983.  Angarozonium kurtschevae ingår i släktet Angarozonium och familjen koppardubbelfotingar. Inga underarter finns listade i Catalogue of Life.